# Orsa skans
Orsa skans eller Ore skans, är en skans i Orsa kommun, invid Oreälven, ursprungligen uppförd 1657.
Skansen byggdes för att hindra dansk-norska anfall från Härjedalen under Karl X Gustavs första danska krig. Den blev därefter övergiven fram till 1677, då den återupprättades under det då pågående Skånska kriget. Fram till freden 1679 hölls där ständig vakt. År 1686 kom kungligt beslut om skansens ödeläggelse. Skansens vallar och skyttegravar är dock fortfarande fullt synliga, även om fortifikationerna sedan länge är borta.